# Scholarpedia
Scholarpedia è un'enciclopedia online in Lingua inglese che utilizza MediaWiki, lo stesso software di Wikipedia, e che è specializzata in argomenti relativi a pubblicazioni di tipo accademico, o, in breve, open-access.
Gli articoli di Scholarpedia sono scritti da esperti invitati, e sono soggetti a peer review.
Scholarpedia elenca i nomi reali e le affiliazioni di ogni autore, curatore, o editore coinvolto nella stesura e redazione di un articolo, mentre il processo di revisione paritaria è anonimo.
Gli articoli su Scholarpedia sono memorizzati in un repository online, e possono essere citati allo stesso modo degli articoli convenzionali: a tale proposito, Scholarpedia ha un numero ISSN (1941-6016).
Il progetto è stato ideato nel 2006 da Eugene M. Izhikevich, un neuroscienziato che mantiene anche il ruolo di caporedattore. Scholarpedia non è un'enciclopedia di carattere generale: gli argomenti su cui è maggiormente concentrata sono la fisica teorica, le neuroscienze computazionali e i sistemi dinamici, tra gli altri.